# Throw a Sickie
Throw a Sickie es un EP de la banda neozelandésa Tall Dwarfs, lanzado en 1986 por Flying Nun Records. Se publicó en formato de disco de vinilo de 12''.

## Lista de canciones[9]
1. "Underhand" - 1:50
2. "Road & Hedgehog" - 1:42
3. "Attack Of The Munchies" - 3:40
4. "Come Inside" - 2:27
5. "The Universality Of Neighbourliness" - 0:57
6. "The Big Dive" 3:06
7. "No Place" 1:22
8. "And Other Kinds" 3:45
9. "Farewell" - 2:12